# Xenaploactis cautes
Xenaploactis cautes är en fiskart som beskrevs av Poss och Eschmeyer, 1980. Xenaploactis cautes ingår i släktet Xenaploactis och familjen Aploactinidae. Inga underarter finns listade i Catalogue of Life.